# Шерни
Шерни (итал.Scerni) је насеље у Италији у округу Кјети, региону Абруцо.
Према процени из 2011. у насељу је живело 2608 становника. Насеље се налази на надморској висини од 275 м.

## Становништво
Према резултатима пописа становништва 2011. у општини је живело 3.399 становника.
| 1931. | 1936. | 1951. | 1961. | 1971. | 1981. | 1991. | 2001. | 2011. |
| ----- | ----- | ----- | ----- | ----- | ----- | ----- | ----- | ----- |
| 5.182 | 5.463 | 5.732 | 4.837 | 4.248 | 4.125 | 3.848 | 3.704 | 3.399 |